# Héctor Baley
Héctor Rodolfo Baley (* 16. listopad 1950, Ingeniero White) je bývalý argentinský fotbalový brankář.
S argentinskou reprezentací se stal mistrem světa roku 1978, byť na závěrečném turnaji nenastoupil. V národním týmu odehrál 12 utkání.
S klubem Independiente Buenos Aires se stal mistrem Argentiny (1978). Zúčastnil se i mistrovství světa ve Španělsku roku 1982. V argentinských soutěžích strávil celou kariéru, na nejvyšší úrovni hrál krom Independiente též za Estudiantes de La Plata, CA Colón, Huracán Buenos Aires a Talleres Córdoba.